# Kamienica Pod Drzewem Morwowym we Wrocławiu
Kamienica Pod Drzewem Morwowym, Kamienica Pod Morwą (j. niem. Maulbeerbaum) – kamienica na wrocławskim rynku, na jego północnej pierzei, zwanej Targiem Łakoci.

## Historia i architektura kamienicy
Pierwszy murowany budynek wzniesiono na parceli w XIV wieku. Miał on czterokondygnacyjną fasadę ze szczytem. W 1719 roku właścicielem kamienicy został kupiec Johann Seegner.  Rok później kamienica została przebudowana: nad czterema kondygnacjami dobudowano dwukondygnacyjny szczyt, dwuosiowa fasada zyskała charakter barokowy poprzez linearnie zdobionymi okna otoczone opaskami; elewacja parteru zostały pokryte boniowaniem. W latach 1893 i 1919 dokonano zmian w układzie otworów okiennych na parterze, wstawiając większe okna witrynowe. Pod koniec XIX wieku i w pierwszej dekadzie XX wieku w kamienicy znajdował się na dwóch piętrach sklep muzyczny Carla Sackura.

## Po II wojnie światowej
W wyniku działań wojennych w 1945 roku kamienica w wyniku spękanych ścian została rozebrana i w 1955 ponownie wzniesiona według projektu Jacka Cydzika. Fasada kamienicy została odtworzona, ale układ wewnętrzny budynku został zmieniony: zamontowano klatkę schodową wspólną dla bocznych kamienic nr 53 i 55.